# 凤⿱赤相鱼

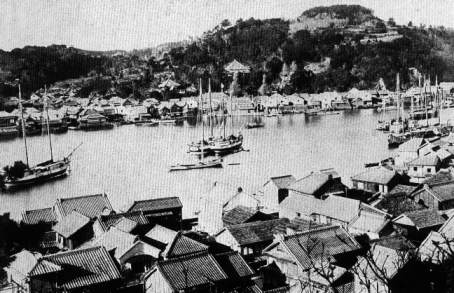
19世纪90年代的浦贺海港

凤鱼，是江户时代日本发现的怪鱼。昭和初期的民俗学者藤泽卫彦的《变态见世物史》中有记载。

## 概要
天保9年（1838年）6月，于相州（现在的神奈川县）浦贺的岸边将怪鱼抓获。怪鱼的外观和虾差不多，头部像猩猩，面部像马或猫，鳍像四肢一样。两颗眼球闪闪如钟，腹部也呈现金色。
据说怪鱼白天像普通鱼一样在海中，到了晚上会到陆地上栖息。
日野巌的《日本妖怪变化语汇》写作“凤赤相鱼”。